# 禤達軍
禤達軍（1998年1月2日—）是中國男子田徑運動員，在2014年8月以10.75秒獲得中國學生運動會100公尺第二名。

## 外部連結
- 禤達軍在的頁面